# Alexandra Maxeiner

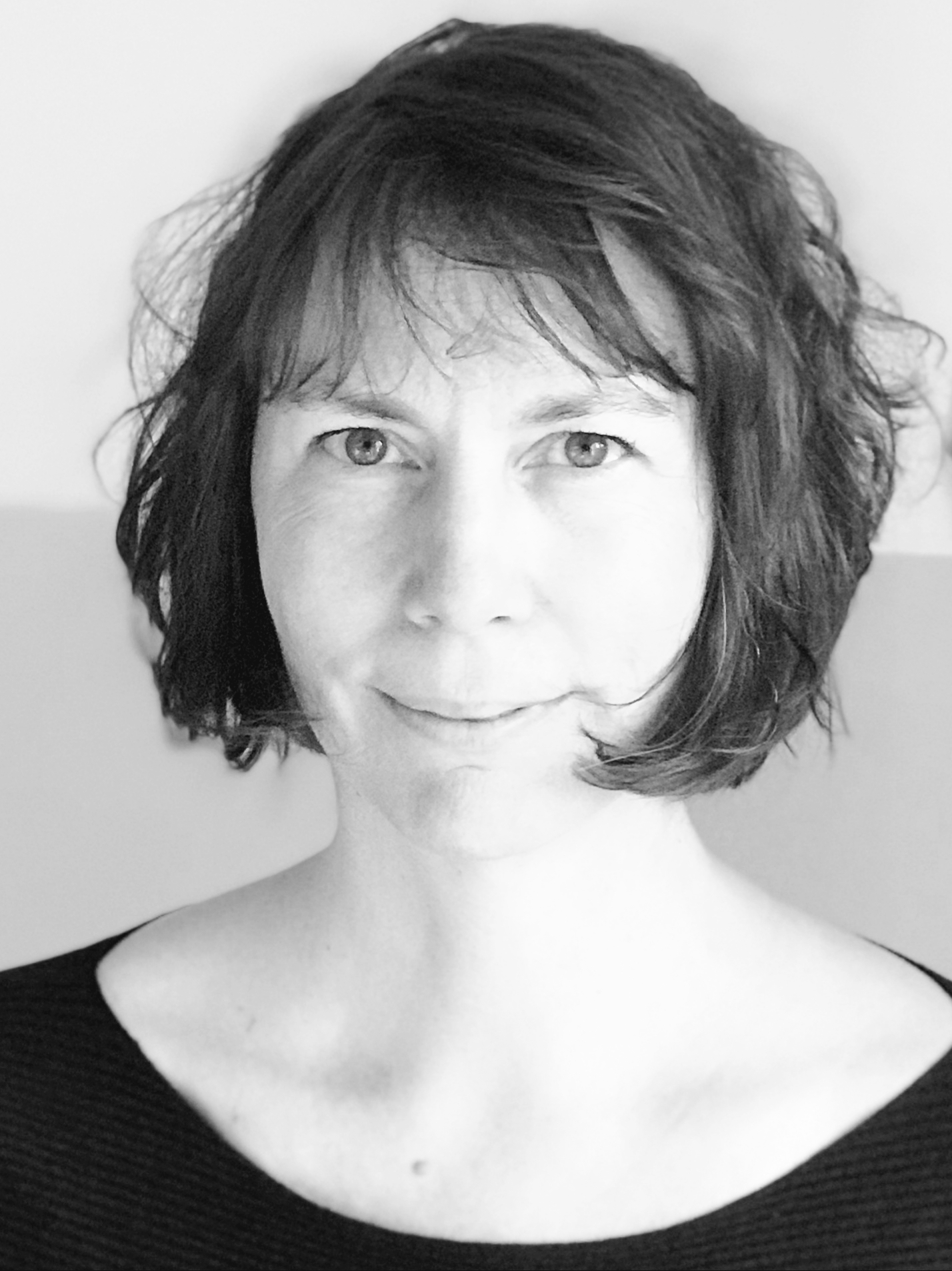
Alexandra Maxeiner (2019)

Alexandra Maxeiner (* 1971) ist eine deutsche Autorin.

## Leben
Alexandra Maxeiner studierte Theaterwissenschaft, Filmwissenschaft und Ethnologie. Sie schreibt Bücher, Drehbücher und Theaterstücke und war von 2007 bis 2019 Teil der Frankfurter Labor Ateliergemeinschaft.

## Werke (Auswahl)

### Drehbücher
- 2004–2009: Siebenstein, Kinderserie, diverse Folgen
- 2008: JoNaLu, Kinderserie, diverse Folgen
- 2013: Pinocchio, zweiteiliger Fernsehfilm,
- 2017: Am Ruder  (Co-Autor Stephan Wagner) Spielfilm
- 2017: Das Pubertier (Fernsehserie, Folgen 1 und 3)
- 2019: Zwischen zwei Herzen, Spielfilm
- 2022: Wendehammer, Fernsehserie, alle sechs Folgen
- 2023: Wendehammer, 2. Staffel, Head-Autorin und drei Folgen
- 2024: Pärchenabend

### Theaterstücke
- Pärchenabend. UA Stalburg Theater Frankfurt, 2017
- Mehr high als frei. UA Landestheater Detmold, 2017
- Der letzte Husten. UA Stalburg Theater Frankfurt, 2012
- Rapunzel-Report – Ein Abend über Märchen, Beziehungen beziehungsweise Beziehungsmärchen. (Co-Autorin Stefani Kunkel) UA Stalburg Theater Frankfurt, 2010
- Die Rostocker-Trilogie. UA Rostock Höhenrausch-Festival, 2008
- Ein Abend ohne Brecht. (Co-Autor  Klaus Teßnow) UA Theater Die Schmiere Frankfurt, 1998
- Beim Verbeugen umgefallen. (Co-Autor  Klaus Teßnow) UA Theater Die Schmiere Frankfurt, 1997
- Schafe in Sicht. (Co-Autor Klaus Teßnow) UA Theater Die Schmiere Frankfurt, 1996

### Bücher
- Unentschieden. Roman. dtv, München 2014, ISBN 978-3-423-21485-8.
- Lieb mich wie im Film: die schönsten Liebesfilme einfach selbst erleben. Eichborn, Frankfurt am Main 2011, ISBN 978-3-8218-3678-2.

### Kinderbücher
- Karlas ziemlich fabelhafter Glücksplan. Gulliver von Beltz & Gelberg, Weinheim 2018, ISBN 978-3-407-74900-0.
- Alles Familie! vom Kind der neuen Freundin vom Bruder von Papas früherer Frau und anderen Verwandten. Klett Kinderbuch, Leipzig 2010, ISBN 978-3-941411-29-6.
- Alles lecker! von Lieblingsspeisen, Ekelessen, Kuchendüften, Erbsenpupsen, Pausenbroten und anderen Köstlichkeiten. Mit Illustrationen von Anke Kuhl. Klett Kinderbuch, Leipzig 2012, ISBN 978-3-941411-57-9.
- Ich, Lilly und der Rest der Welt. Kosmos, Stuttgart 2013, ISBN 978-3-440-13632-4.
- Ich, Lilly und die Sache mit den Flamingos. Kosmos, Stuttgart  2015, ISBN 978-3-440-14587-6
- Weihnachtsmann, wo steckst du? Ein Weihnachtsmann-Suchbilderbuch für jeden Monat des Jahres. Boje, Köln 2013, ISBN 978-3-414-82370-0.

### Kinderbücher mit der Labor Ateliergemeinschaft
- Ich so du so. Beltz & Gelberg, Weinheim 2017, ISBN 978-3-407-82316-8.
- Kinder Künstler Erlebnissammelbuch. Beltz & Gelberg, Weinheim 2017, ISBN 978-3-407-82208-6
- Voll gemütlich. Das Kinder Künstlerbuch vom Wohnen und Bauen.Beltz & Gelberg, Weinheim 2015, ISBN 978-3-407-82094-5.
- Kinder Künstler Reisebuch. Beltz & Gelberg, Weinheim 2014, ISBN 978-3-407-79569-4.
- Kinder Künstler Freundebuch. Beltz & Gelberg, Weinheim 2012, ISBN 978-3-407-79475-8.
- Kinder Künstler Abenteuerbuch. Beltz & Gelberg, Weinheim 2011, ISBN 978-3-407-79988-3.
- Kinder Künstler Mitmachbuch. Beltz & Gelberg, Weinheim 2010, ISBN 978-3-407-79974-6.

## Auszeichnungen (Auswahl)
- 2011: Kröte des Monats für Alles Familie!
- 2011: Deutscher Jugendliteraturpreis für Alles Familie!